# Design & Reason
『Design & Reason』（デザイン・アンド・リーズン）は、槇原敬之の22枚目のオリジナル・アルバム。2019年2月13日、BUPPUから発売（規格品番はBUP-00018）。

## 解説
前作『Believer』から約2年2ヶ月ぶり。「Buppuレーベル」第5弾。
『全ての物・事・形には、そうなるための理由がある』という、かねてから描きたいと思っていたテーマを表現した作品。
制作過程を自身のTwitterで公開している。
ジャケットには山本忠敬の絵本「ずかん・じどうしゃ」が採用。
本作を引っ提げたコンサートツアー『Makihara Noriyuki Concert Tour 2019 “Design & Reason” 』は2019年3月2日・埼玉公演を皮切りに全国で開催。

## 収録曲
| 全作詞・作曲・編曲: 槇原敬之。 |                            |          |            |      |
| #                              | タイトル                   | 作詞     | 作曲・編曲 | 時間 |
| 1.                             | 「朝が来るよ」             | 槇原敬之 | 槇原敬之   | 4:30 |
| 2.                             | 「どーもありがとう」       | 槇原敬之 | 槇原敬之   | 4:56 |
| 3.                             | 「だらん」                 | 槇原敬之 | 槇原敬之   | 5:30 |
| 4.                             | 「In The Snowy Site」      | 槇原敬之 | 槇原敬之   | 5:22 |
| 5.                             | 「ただただ」               | 槇原敬之 | 槇原敬之   | 4:58 |
| 6.                             | 「キボウノヒカリ」         | 槇原敬之 | 槇原敬之   | 5:39 |
| 7.                             | 「微妙なお年頃」           | 槇原敬之 | 槇原敬之   | 4:28 |
| 8.                             | 「2 Crows On The Rooftop」 | 槇原敬之 | 槇原敬之   | 5:28 |
| 9.                             | 「記憶 (Album Ver.)」      | 槇原敬之 | 槇原敬之   | 5:16 |
| 10.                            | 「Design & Reason」        | 槇原敬之 | 槇原敬之   | 6:29 |
| 合計時間:                      | 合計時間:                  | 52:36    |            |      |

## 楽曲解説
1. 朝が来るよ
2. どーもありがとう
  - どーもくん20周年キャンペーンソング。
3. だらん
4. In The Snowy Site
5. ただただ
6. キボウノヒカリ
  - 2019年2月16日放送のフジテレビ系『ミュージックフェア』に出演し、歌唱している。
7. 微妙なお年頃
8. 2 Crows On The Rooftop
9. 記憶 (Album Ver.)
  - 48thシングル、ニベア花王 ニベアブランド CMソング。
10. Design & Reason
  - アルバム表題曲。

## ミュージシャン
- 槇原敬之
  - Vocal, All Instruments
  - Tom-Tom (#4.10)
  - Castanets (#7)
- 毛利泰士
  - Synthesizer Programmer
  - Cymbal (#1.4.5.6.8.10)
  - Wind Chime (#1.4)
  - Conga (#3.7)
  - Tambourine (#4.5.7)
  - Shaker, Bell (#4)
  - Hat (#5)
  - Hand Clap (#6)
  - Tom-Tom (#6.10)
  - Chorus (#6.9)
  - Guiro (#7)
- 石成正人
  - Acoustic Guitar (#1.2.4.9)
  - Electric Guitar (#1.3.4.9)
  - Gut Guitar (#2.4)
- Tomi Yo：Strings Arrangement (#1.7.8.10)
- 吉田宇宙ストリングス：Strings (#1.7.8.10)
  - 吉田翔平、小寺里奈、 越川歩、白須今、清塚美耶、雨宮麻未子、三國茉莉、東山加奈子：1st Violin
  - 中島知恵、石橋尚子、納富彩歌、徳永希和子、粕谷吏、桜井雅彦：2nd Violin
  - 三木章子、村田泰子、金子由衣、島内晶子：Viola
  - 村中俊之、多井智紀、朝吹元、原口梓、渡邊雅弦、林田順平：Cello
- 屋敷豪太：Drums (#2)
- 大石真理恵：Wind Chime, Triangle, Tambourine, Conga (#2)
- 川崎哲平：Electric Bass (#2)
- 佐橋佳幸
  - Acoustic Guitar (#5.6)
  - Electric Guitar (#5.6)
  - Mandolin (#6)
- 今井マサキ：Chorus (#6)
- 加藤いづみ：Chorus (#6,7)
- 山本タカシ
  - Electric Guitar (#7)
  - Acoustic Guitar (#8)
- 秋山浩徳：Acoustic Guitar (#7)
- 吉田宇宙ストリングス：Strings (#7.8)
  - 吉田翔平、石橋尚子、島田光理、金子由衣：1st Violin
  - 中島知恵、白須今、島内晶子：2nd Violin
  - 村田泰子、舘泉礼一：Viola
  - 渡邊雅弦、林田順平：Cello
- 小倉博和：Electric Guitar, Acoustic Guitar, Bouzouki, Banjo, Pedal Steel (#10)